# Arys (řeka)
Arys (rusky Арысь) je řeka v Turkestánské oblasti v Kazachstánu. Je 378 km dlouhá. Povodí má rozlohu 14 900 km².

## Průběh toku
Pramení na svazích hřbetů Talaský Alatau a Karatau. Poté, co opustí hory teče rovinou. Na horním toku patří mezi řeky sněhovo-ledovcového původu. Největší přítoky jsou Mašat, Aksu, Sajramsu, Boraldaj, Badam. Je pravým přítokem Syrdarji.

## Vodní stav
Průměrný roční průtok je 46,6 m³/s u města Arys. Maximální je v dubnu a minimální v srpnu. Na dolním toku je vodní režim řeky značně ovlivněn odebíráním vody na zavlažování.